# Themeda intermedia
Themeda intermedia är en gräsart som först beskrevs av Eduard Hackel, och fick sitt nu gällande namn av Norman Loftus Bor. Themeda intermedia ingår i släktet Themeda och familjen gräs. Inga underarter finns listade i Catalogue of Life.